# Altars of Madness
Altars of Madness är det amerikanska death metal-bandet Morbid Angels debutalbum, som gavs ut den 12 maj 1989 av skivbolaget Earache Records.
Albumet har utgivits i elva olika versioner. Originalversionen innehåller tre stycken bonuslåtar, samt att det har två olika utformningar på baksidan av omslaget. Albumet återutgavs 2003 och 2006, på den första återutgåvan så följde det med en video på "Immortal Rites". Återutgåvan från 2006 kom i form av ett dubbelalbum där den andra skivan var en DVD-film som innehöll den legendariska Grindcrusher Tour, inspelad i november 1989 i Nottingham, Storbritannien.

## Låtförteckning
1. "Immortal Rites" – 4:04
2. "Suffocation" – 3:15
3. "Visions from the Dark Side" – 4:10
4. "Maze of Torment" – 4:25
5. "Chapel of Ghouls" – 4:58
6. "Bleed for the Devil" – 2:23
7. "Damnation" – 4:10
8. "Blasphemy"– 3:32
9. "Evil Spells" – 4:12

- Text: David Vincent (spår 1–4, 7), Mike Browning (spår 5), Trey Azagthoth (spår 5, 6, 8, 9)
- Musik: Trey Azagthoth (spår 1, 4–6, 8, 9), David Vincent (2, 3, 7)

Bonuslåtar på originalversionen
1. "Maze of Torment" – 4:24
2. "Chapel of Ghouls" – 4:56
3. "Blasphemy" – 3:26

## Medverkande
Musiker (Morbid Angel-medlemmar)
- Trey Azagthoth – gitarr
- Pete Sandoval – trummor
- David Vincent – basgitarr, sång
- Richard Brunelle – gitarr

Produktion
- Digby Pearson – producent
- Morbid Angel – producent
- Tom Harris – ljudtekniker
- Nimbus – mastering
- Dan – omslagsdesign (Orrible Artwork)
- Bob Collet – foto